# Musique des États-Unis
La musique des États-Unis n'a pas un long passé mais elle est riche de styles variés qui se sont diffusés dans le monde entier. Les vagues d'immigration successives qui ont formé la culture des États-Unis ont importé avec elles des styles de musiques propres à leurs pays d'origine. Ces styles et ces pratiques musicales, contraintes par des conditions matérielles ou sociales particulières, se sont adaptés à des instruments nouveaux. Ce phénomène a donné naissance à différents styles de musique au XIXe siècle et surtout au XXe siècle : blues, jazz, ragtime, rock, salsa, ou encore rap et le RnB.

## Musique traditionnelle
Née dans les collines et les vallées des Appalaches, dans l'est des États-Unis, cette musique syncopée d'origine rurale qui se caractérise par l'emploi d'instruments à cordes trouve un public croissant parmi les citadins. Elle trouve sa source dans l'Old-time music, elle-même issue de multiples traditions musicales européennes et africaines.

## Musique folk
La plupart des pays ont une musique qui leur est propre. En Europe et aux États-Unis, cette musique populaire est souvent classée dans la catégorie de la musique « folk ». Elle reste vivante au fil des générations grâce au bouche à oreille, les partitions écrites jouant un rôle secondaire. Souvent, l'origine des chansons et des airs de musique instrumentale est inconnue, et chaque morceau de musique existe sous diverses versions, en fonction de l'oreille, de la voix, du doigté et de la sensibilité de son interprète.
De nombreux festivals consacrés à ce genre musical ont lieu un peu partout aux États-Unis. Le plus grand est celui qui est organisé par l'institut Smithsonian à Washington, D.C., au National Mall.

## Musique populaire

### Blues et gospel

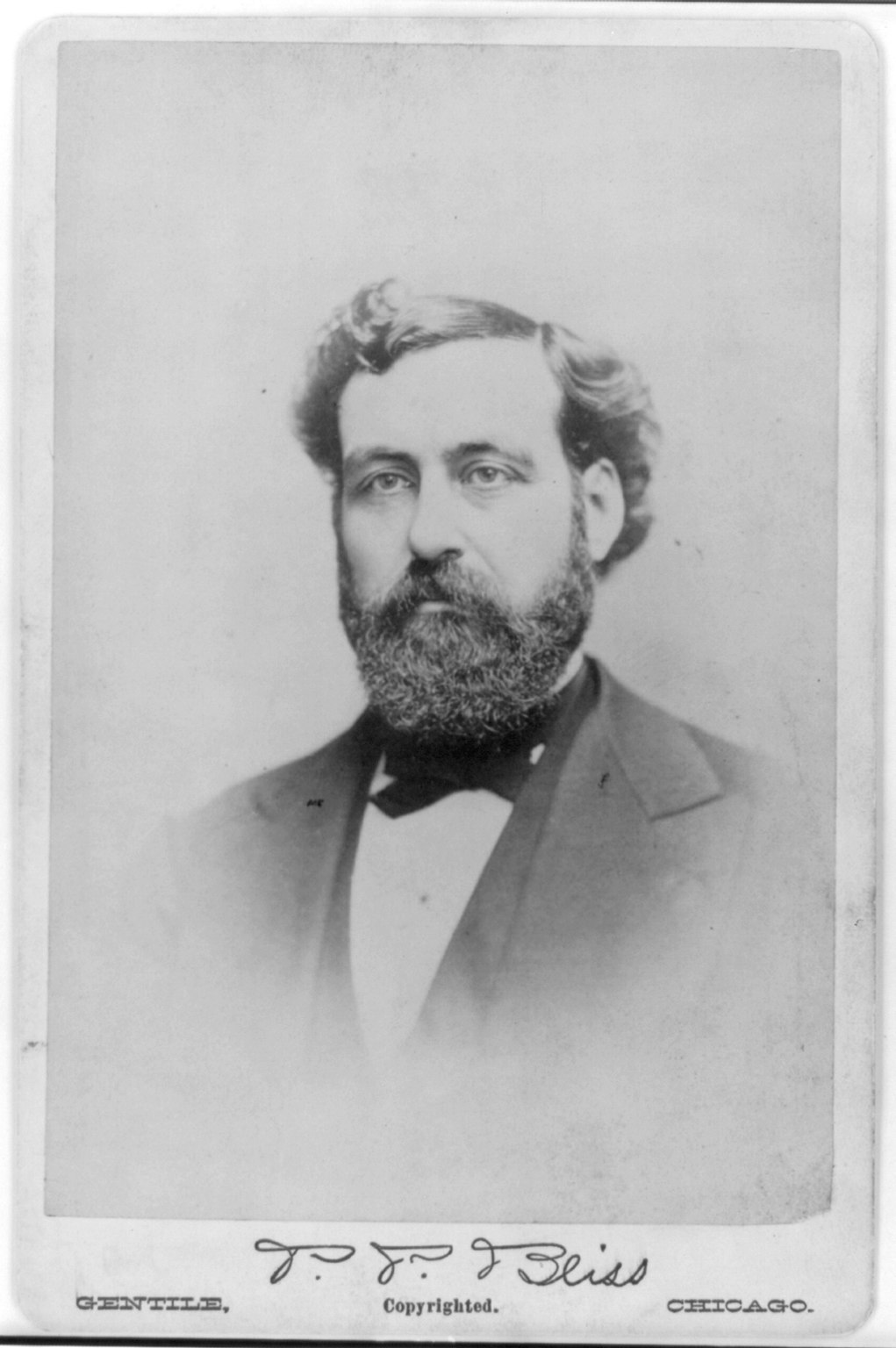
Philip Paul Bliss.

Le blues est un genre de musique folklorique afro-américaine qui constitue la base d'une grande partie de la musique populaire américaine moderne. Le blues peut être considéré comme faisant partie d'un continuum de styles musicaux tels que la country, le jazz, le ragtime et le gospel ; bien que chaque genre ait évolué vers des formes distinctes, leurs origines étaient souvent indistinctes. Les premières formes de blues se sont développées dans et autour du delta du Mississippi à la fin du XIXe siècle et au début du XXe siècle. La première musique blues était essentiellement une musique vocale d'appel et de réponse, sans harmonie ni accompagnement et sans structure musicale formelle. Les esclaves et leurs descendants ont créé le blues en adaptant les cris et les braillements des champs et en les transformant en chansons solo passionnées. Mélangé aux chants spirituels chrétiens des églises afro-américaines et des réunions de réveil, le blues est devenu la base du gospel. Le gospel moderne est apparu dans les églises afro-américaines dans les années 1920, sous la forme d'une proclamation de la foi par les fidèles de manière improvisée et souvent musicale (testifying). Des compositeurs comme Thomas A. Dorsey ont composé des œuvres de gospel qui utilisaient des éléments de blues et de jazz dans des hymnes traditionnels et des chants spirituels.
Le blues est devenu un élément de la musique populaire américaine dans les années 1920, lorsque des chanteuses de blues classique comme Bessie Smith sont devenues populaires. À la même époque, les maisons de disques ont lancé le domaine de la race music, qui consistait principalement en du blues destiné au public afro-américain. Les plus célèbres d'entre eux ont inspiré une grande partie du développement populaire ultérieur du blues et des genres dérivés du blues, notamment le légendaire musicien de blues du delta Robert Johnson et le musicien de blues du Piémont Blind Willie McTell. À la fin des années 1940, cependant, le blues pur n'était plus qu'une partie mineure de la musique populaire, ayant été subsumé par des ramifications comme le rhythm and blues et le style rock 'n' roll naissant. Certains styles de blues électrique, avec piano, comme le boogie-woogie, ont conservé un large public. Un style de gospel bluesy est également devenu populaire dans l'Amérique des années 1950, sous l'impulsion de la chanteuse Mahalia Jackson. Le genre blues a connu d'importants renouveaux dans les années 1950 avec des musiciens de Chicago blues tels que Muddy Waters et Little Walter, ainsi que dans les années 1960 lors de la British Invasion et du renouveau de la musique folk américaine, lorsque des musiciens de country blues tels que Mississippi John Hurt et Reverend Gary Davis ont été redécouverts. Les principaux musiciens de blues de ces périodes ont eu une influence considérable sur les musiciens de rock tels que Chuck Berry dans les années 1950, ainsi que sur les scènes du blues britannique et du blues rock des années 1960 et 1970, notamment Eric Clapton en Grande-Bretagne et Johnny Winter au Texas.

### Jazz
Bien que le jazz ait atteint depuis longtemps une certaine popularité, c'est Louis Armstrong qui est devenu l'une des premières stars populaires et une force majeure dans le développement du jazz, avec son ami le pianiste Earl Hines. Armstrong, Hines et leurs collègues étaient des improvisateurs, capables de créer de nombreuses variations sur une même mélodie. Armstrong a également popularisé le scat, une technique vocale d'improvisation consistant à chanter des syllabes dépourvues de sens (vocables). Armstrong et Hines ont joué un rôle important dans l'essor d'un type de jazz pop pour big band appelé « swing ». Le swing se caractérise par une section rythmique forte, généralement composée d'une contrebasse et d'une batterie, un tempo moyen à rapide et des procédés rythmiques tels que la note balancée, commune à la plupart des morceaux de jazz. Le swing est avant tout une fusion du jazz des années 1930 avec des éléments du blues et de Tin Pan Alley. Le swing utilisait des orchestres plus importants que les autres types de jazz, ce qui a conduit les chefs d'orchestre à arranger étroitement le matériel, décourageant ainsi l'improvisation, qui faisait auparavant partie intégrante du jazz. Le swing est devenu un élément majeur de la danse afro-américaine et s'est accompagné d'une danse populaire appelée « swing dance ».

### Country
La musique country est avant tout une fusion de blues et de spirituals afro-américains avec la musique folklorique des Appalaches, adaptée au public pop et popularisée à partir des années 1920. Les origines de la country se trouvent dans la musique folk rurale du Sud, qui était principalement irlandaise et britannique, avec des musiques africaines et d'Europe continentale Les airs anglo-celtiques, la musique de danse et les ballades ont été les premiers prédécesseurs de la country moderne, alors connue sous le nom de « hillbilly music » (musique de ploucs). Les premiers hillbilly ont également emprunté des éléments du blues et se sont inspirés d'autres aspects des chansons populaires du XIXe siècle, tandis que la musique hillbilly évoluait vers un genre commercial connu sous le nom de « country and western », puis simplement de « country » L'instrumentation country la plus ancienne tournait autour du violon d'origine européenne et du banjo d'origine africaine, auxquels s'est ajoutée plus tard la guitare. Les instruments à cordes comme le ukulélé et la steel guitar sont devenus courants en raison de la popularité des groupes de musique hawaïenne au début du XXe siècle.

### Soul, RnB et funk
Le RnB, abréviation de « rhythm and blues », est un style né dans les années 1930 et 1940. Au début, le RnB se composait de grandes unités rythmiques « qui se déchaînaient derrière des chanteurs de blues hurlants (qui) devaient crier pour se faire entendre au-dessus du cliquetis et du grattage des divers instruments électrifiés et des sections rythmiques endiablées. » Le RnB n'a pas été beaucoup enregistré et promu parce que les maisons de disques estimaient qu'il ne convenait pas à la plupart des publics, en particulier aux Blancs de la classe moyenne, en raison des paroles suggestives et des rythmes entraînants. Des chefs d'orchestre comme Louis Jordan ont innové le son du premier RnB, en utilisant un groupe avec une petite section de cuivres et une instrumentation rythmique proéminente. À la fin des années 1940, il a connu plusieurs succès et a contribué à ouvrir la voie à des contemporains comme Wynonie Harris et John Lee Hooker. Bon nombre des chansons RnB les plus populaires n'étaient pas interprétées dans le style endiablé de Jordan et de ses contemporains ; elles étaient plutôt interprétées par des musiciens blancs comme Pat Boone dans un style grand public plus acceptable, qui devinrent des succès pop. À la fin des années 1950, cependant, une vague de blues rock noir populaire et d'artistes RnB influencés par la country, comme Chuck Berry, acquièrent une renommée sans précédent auprès des auditeurs blancs.

### Pop
La musique pop est un genre de musique populaire qui a pris sa forme moderne au milieu des années 1950 aux États-Unis et au Royaume-Uni. Au cours des années 1950 et 1960, la musique pop englobait le rock 'n' roll et les styles orientés vers la jeunesse qu'il influençait. Le rock et la musique pop sont restés à peu près synonymes jusqu'à la fin des années 1960, après quoi la musique pop a été associée à une musique plus commerciale, plus éphémère et plus accessible. Bien qu'une grande partie de la musique qui figure sur les palmarès des disques soit considérée comme de la musique pop, ce genre se distingue de la musique des palmarès. Bing Crosby a été l'un des premiers artistes à être surnommé « roi de la chanson » ou « roi de la musique populaire ». La pop indépendante, qui s'est développée à la fin des années 1970, a marqué une autre rupture avec le glamour de la musique pop contemporaine, avec des groupes de guitares formés sur la base du principe alors inédit selon lequel on pouvait enregistrer et publier sa propre musique sans devoir obtenir un contrat d'enregistrement d'une grande maison de disques. Au début des années 1980, la promotion de la musique pop a été fortement affectée par l'essor de chaînes de télévision musicales telles que MTV, qui « favorisaient les artistes tels que Michael Jackson et Madonna qui avaient un fort pouvoir d'attraction visuelle. » On se souvient généralement des années 1980 pour l'augmentation de l'utilisation de l'enregistrement numérique, associée à l'utilisation de synthétiseurs, avec une popularité croissante de la musique pop synth et d'autres genres électroniques utilisant des instruments non traditionnels.

### Rock, metal et punk

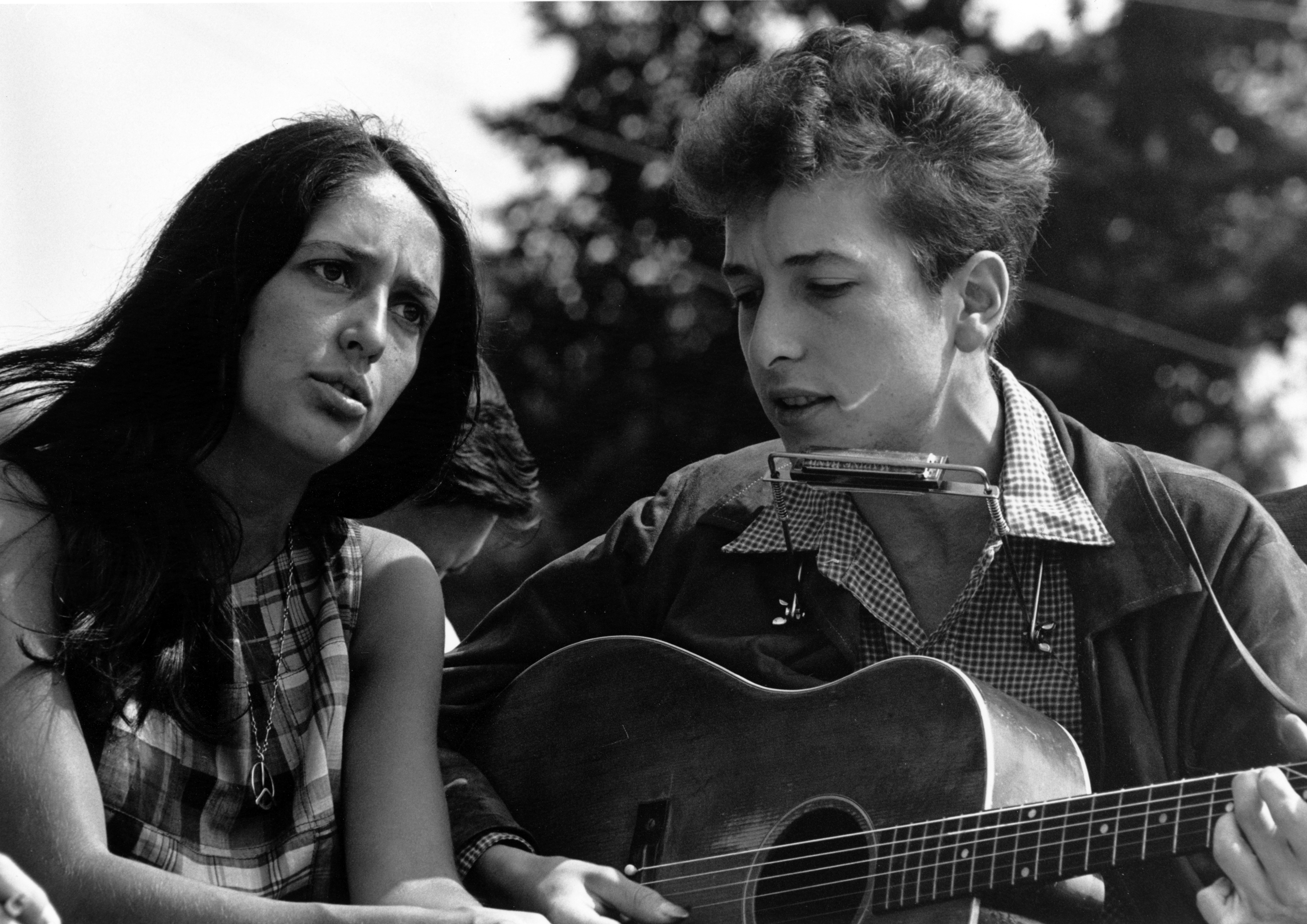
Joan Baez et Bob Dylan étaient les premières figures du rock dans les années 1960.

Le rock 'n' roll s'est développé à partir de la musique country, du blues et du rhythm and blues. Les origines exactes et les premières influences du rock ont fait l'objet d'un vif débat et de nombreuses études. Bien que s'inscrivant résolument dans la tradition du blues, le rock a emprunté des éléments aux techniques musicales afro-caribéennes et latines. Le rock était un style urbain, formé dans les régions où la diversité des populations se traduisait par des mélanges de genres afro-américains, latins et européens allant du blues et de la country à la polka et au zydeco,. Le rock 'n' roll fait son entrée dans la musique populaire par le biais d'un style appelé rockabilly, qui fusionnait le son naissant avec des éléments de la musique country. Le rock 'n' roll interprété par des Noirs avait auparavant connu un succès limité auprès du grand public, mais c'est l'artiste Elvis Presley qui, le premier, a séduit le grand public avec un style de musique Noir, devenant ainsi l'un des musiciens les plus vendus de l'histoire et faisant connaître le rock 'n' roll à des publics du monde entier.
Le punk est une forme de rock rebelle qui a vu le jour dans les années 1970 et qui était bruyant, agressif et souvent très simple. Le punk est né d'une réaction contre la musique populaire de l'époque, en particulier le disco et le arena rock. Les groupes américains dans ce domaine comprenaient notamment The Ramones et Talking Heads, ce dernier jouant un style plus avant-gardiste qui était étroitement associé au punk avant d'évoluer vers le courant dominant new wave. D'autres groupes importants comprennent Blondie, Patti Smith, et Television.
Le hardcore, le punk et le garage rock sont les racines du rock alternatif, un groupe diversifié de sous-genres de rock qui s'opposent explicitement à la musique grand public et qui sont issus des styles punk et post-punk. Aux États-Unis, de nombreuses villes ont développé des scènes locales de rock alternatif, notamment Minneapolis et Seattle La scène locale de Seattle a produit du grunge, un style sombre et inquiétant inspiré du hardcore, du psychédélisme et du rock alternatif. Avec l'ajout d'un élément plus mélodique au son de groupes comme Nirvana, Pearl Jam, Soundgarden, et Alice in Chains, le grunge devient très populaire à travers les États-Unis en 1991. Trois ans plus tard, des groupes comme Green Day, The Offspring, Rancid, Bad Religion et NOFX se sont imposés (avec leurs nouveaux albums respectifs Dookie, Smash, Let's Goed, Dookie, Let's Go, Stranger than Fiction et Punk in Drublic) et font connaître la scène punk californien dans le monde entier.

### Hip-hop
La culture hip-hop est un mouvement culturel dont la musique fait partie. La musique hip-hop se compose pour l'essentiel de deux parties : le rap, qui consiste à prononcer des paroles rapides, très rythmées et lyriques, et le DJing et/ou la production, qui consiste à produire des instruments par échantillonnage, instrumentation, turntablism, ou beatboxing, qui consiste à produire des sons musicaux par le biais de tonalités vocales. Le hip-hop est apparu au début des années 1970 dans le Bronx, à New York. L'immigrant jamaïcain DJ Kool Herc est largement considéré comme le précurseur du hip-hop ; il a ramené de Jamaïque la pratique du toasting sur les rythmes des chansons populaires. Les MCs sont apparus à l'origine pour présenter les chansons soul, funk et RnB jouées par les DJ, et pour faire danser la foule ; avec le temps, les DJ commencent à isoler le break de percussion des chansons (lorsque le rythme atteint son apogée), produisant ainsi un rythme répété sur lequel les MC rappaient.

### Techno
Aux États-Unis, le pionnier new-yorkais de la techno Lenny Dee lance le label Industrial Strength Records dès 1991 qui va fédérer une bonne partie de la scène américaine, faisant de New York une des places fortes du hardcore américain. On y trouve notamment Delta 9, Laura Grabb, D.O.A. ou encore The Horrorist, mais va également produire des producteurs d'autres nationalités comme les Anglais Caustic Visions, les australiens Nasenbluten et même quelques titres de Marc Acardipane. Au même moment à Rotterdam, ce sont les DJ et producteurs Paul Elstak et DJ Rob qui vont populariser un style plus rapide, aux lignes de basse saturées bientôt connu sous le nom de gabber, ainsi que sa forme plus commerciale et accessible, le happy hardcore,.

### Autres styles minoritaires et latins
Le peuple cadien vint s'installer dans la région après avoir été expulsé du Canada dans les années 1750 avec sa musique et sa culture résolument francophones zydeco.
Chaque nouveau groupe ethnique qui arrive aux États-Unis apporte avec lui ses traditions musicales, lesquelles évoluent tandis qu'elles prennent racines dans un nouveau sol. Les Hispaniques constituent aujourd'hui le groupe minoritaire le plus important aux États-Unis et ils pratiquent de nombreuses traditions musicales.
Aux sons de la trompette, du violon, de la guitare, de la vihuela et du guitarrón, la musique mariachi, originaire du Mexique, est à l'honneur dans bien des endroits du sud-ouest des États-Unis. Le restaurant La Fonda de Los Camperos, est ce qui se rapproche le plus d'un temple de la mariachi : c'est là qu'est né, en 1969, le concept du restaurant-théâtre qui a fait tache d'huile dans d'autres villes, dont Tucson (Arizona), Santa-Fe (Nouveau-Mexique) et San Antonio (Texas).
La salsa, cette musique rythmée que les émigrés cubains et portoricains ont apportée à New York, fait danser le public dans les discothèques.
Depuis son adhésion politique, l'île d'Hawaï présente un particularisme ethnomusicologique au sein des États-Unis. Bien avant cela, la musique hawaïenne avait déjà grandement influencé celle du continent.

## Instruments
Le Metropolitan Museum of Art de New York expose des instruments de musique aujourd'hui rares. Le musée national d'histoire américaine de la Smithsonian Institution, situé à Washington, D.C., contient toutes sortes de rares instruments de musique, dont des Stradivarius. À Carlsbad, en Californie, non loin de San Diego, un musée de la musique, le Museum of Making Music, expose plus de cinq cents instruments et échantillons audio et vidéo interactifs. À Vermillon, dans les grandes plaines du Dakota du Sud, le National Music Museum expose 750 instruments de musique.
Vents :
- Concertina
- Siotantka

Cordes :
- Autoharpe
- Banjo
- Dulcimer
- Hammered dulcimer

Percussions :
- Glockenspiel
- Planche à laver